# Níquel
Níquel é um elemento químico de símbolo Ni de número atômico 28 (28 prótons e 28 elétrons) e de massa atómica 58,7 uma. À temperatura ambiente, encontra-se no estado sólido. É um elemento de transição situado no grupo 10 da Classificação Periódica dos Elementos.

## Características principais

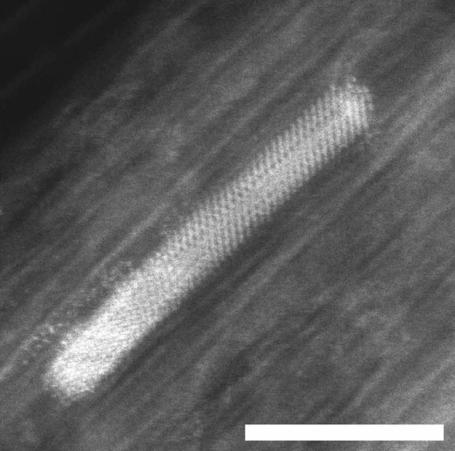
Imagem de microscopia eletrônica de transmissão de varredura (STEM) de campo escuro anular (ADF) de SWCNT preenchido com níquel após recozimento em vácuo a 700 °C. Barra de escala 5 nm.

É um metal de transição de coloração branca-prateada, condutor de eletricidade e calor, dúctil e maleável porém não pode ser laminado, polido ou forjado facilmente, apresentando certo caráter ferromagnético. É encontrado em diversos minerais, em meteoritos (formando liga metálica com o ferro) e, em princípio, existe níquel no núcleo da Terra.
É bastante resistente a corrosão. Como revestimento pode ser aplicado por eletrodeposição, ligas e compósitos pelos processos de niquel químico e aspersão térmica. O metal e algumas de suas ligas metálicas, como o metal Monel, são utilizados para manejar o flúor e alguns fluoretos porque reage com dificuldade com essas substâncias. Outras ligas bastante conhecidas são INCOLOY, INCONEL, HASTELLOYs.

## Compostos

níquel tetracarbonilo

Seu estado de oxidação mais comum é +2, podendo apresentar outros. Tem-se observado estados de oxidação 0, +1 e +3 em complexos, porém são muito pouco característicos.

### Níquel (0)
O níquel tetracarbonilo 
(Ni(CO)4), descoberto por Ludwig Mond, é um líquido volátil e com alta toxicidade em temperatura ambiente. Aquecido, o complexo decompõe na forma de níquel e monóxido de carbono:
Ni(CO)4  Ni + 4 CO
Este comportamento é explorado no processo Mond para a purificação de níquel, como descrito acima. A relação do complexo de bis(ciclooctadieno) de níquel é um útil catalisador nas substâncias organometálicas devido sua facilidade de ligação do 1,5 ciclooctadieno.

## Aplicações
Aproximadamente 65% do níquel consumido é empregado na fabricação de aço inoxidável (austenítico ou corrente) e outros 12% em superligas de níquel. O restante 23% é repartido na produção de outras ligas metálicas, baterias recarregáveis, reações de catálise, cunhagens de moedas, revestimentos metálicos e fundição.
- Alnico, ligas para ímãs.
- O mu-metal se usa para proteger campos magnéticos por sua elevada permeabilidade magnética.
- As ligas níquel-cobre (monel) são muito resistentes a corrosão, utilizando-se em motores marítimos e indústria química.
- A liga níquel-titânio (nitinol-55) apresenta o fenômeno memória de forma e é usado em robótica, também existem ligas que apresentam superelasticidade. Esta liga também é muito utilizada em Odontologia, na confecção de fios ortodônticos e limas endodônticas.
- cadinhos de laboratórios químicos.
- Catalisador da hidrogenação de óleos vegetais
- Usado em cordas de guitarra e outros instrumentos[4]

## Papel biológico
Muitas, porém não todas, as enzimas hidrogenases contém níquel, especialmente aquelas cuja função é oxidar o hidrogênio. Parece que o níquel sofre mudanças no seu estado de oxidação indicando que o núcleo de níquel é a parte ativa da enzima.
O níquel também está presente em bactérias metanogênicas.
O níquel tem papel biológico parecido com o ferro por serem muito próximos.

## História
O uso do níquel remonta aproximadamente ao século IV a.C.geralmente junto com o cobre já que aparece com frequência nos minerais deste metal. Bronzes originários da atual Síria têm conteúdos de níquel superiores a 2%. Manuscritos chineses sugerem que o «cobre branco» era utilizado no Oriente desde 1400-1700 A.C, entretanto a facilidade de confundir as minas de níquel com as de prata induzem a pensar que, na realidade, o uso do níquel foi posterior, a partir do século IV A.C. Tem-se empregado minerais que contém níquel, como a niquelina, para colorir o vidro.
Em 1751 Axel Fredrik Cronstedt tentando extrair o cobre da niquelina, obteve um metal branco que chamou de níquel, já que os mineiros de Harz atribuem ao «viejo Nick» (o diabo) o motivo pelo qual alguns minerais de cobre não poderiam ser trabalhados. O metal responsável por isso foi descoberto por Cronstedt na niquelina, o kupfernickel, diabo do cobre, como se chamava e ainda é chamado o mineral.
A primeira moeda de níquel pura foi cunhada em 1881.]
O Níquel é usado até hoje para a produção de moedas

## Abundância e obtenção
O níquel aparece na forma de metal nos meteoros junto com o ferro (formando as ligas kamacita e taenita), e acredita-se que exista no núcleo da Terra junto com o mesmo metal. Combinado é encontrado em diversos minerais como garnierita, millerita, pentlandita e pirrotita.
As minas da Nova Caledônia, Austrália e Canadá produzem atualmente 70% do níquel consumido. Outros produtores são Cuba, Porto Rico, Rússia, China e Brasil. No Brasil, as minas estão concentradas nos Estados do Pará, Bahia e Goiás, e são exploradas pelas empresas Anglo American Brasil LTDA, Vale S.A., Atlantic Nickel e Grupo Votorantim.
Baseando-se em evidências geofísicas e análises de meteoritos é suposto que o níquel ocorra em abundância no núcleo terrestre, formando ligas metálicas com o ferro. O níquel, assim como o vanádio são os elementos-traço mais comuns encontrados na composição química do petróleo, em geral estando mais enriquecidos nos óleos pesados.
| 1. | Indonésia            | 853 |
| 2. | Filipinas            | 323 |
| 3. | Rússia               | 279 |
| 4. | Nova Caledônia       | 208 |
| 5. | Canadá               | 181 |
| 6. | Austrália            | 159 |
| 7. | China                | 120 |
| 8. | Brasil               | 60  |
| 9. | República Dominicana | 57  |

## Isótopos
Na natureza são encontrados 5 isótopos estáveis: Ni-58, Ni-60, Ni-61, Ni-62 e Ni-64, sendo o mais leve o mais abundante (68,077%). Se tem caracterizado ainda 18 radioisótopos dos quais os mais estáveis são o Ni-59, o Ni-63 e ol Ni-56 com meias-vidas de 76.000 anos, 100,1 anos e 6,077 dias respectivamente. Os demais radioisótopos com massas atómicas desde 52 uma (Ni-52) a 74 uma (Ni-74), apresentam meias-vidas inferiores a 60 horas, e a maioria não alcançam os 30 segundos. O níquel tem também um estado metaestável.
O Ni-56 é produzido em grandes quantidades em supernovas de tipo II correspondendo a forma da curva de luz a desintegração de Ni-56 em Co-56 e este em Fe-56.
O Ni-59 é um isótopo de vida longa obtido por cosmogênese. Este isótopo tem encontrado diversas aplicações na datação radiométrica de meteoritos e na determinação da abundância de pó extraterrestre em gelos e sedimentos. O Ni-60 é filho do Fe-60 (meia-vida de 1,5 milhões de anos) cuja persistência no sistema solar em concentrações suficientemente altas tem possivelmente causado variações observáveis na composição isotópica do Ni-60[carece de fontes?]. Deste modo a análise da abundância de Ni-60 em materiais extraterrestres pode proporcionar informações sobre a origem do Sistema solar e sua história primordial.

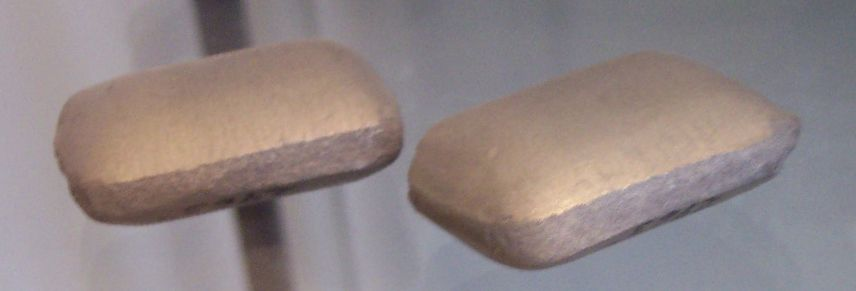
Níquel

## Precauções
A exposição ao metal níquel e seus compostos solúveis não deve superar aos 0,05 mg/cm³, medidos em níveis de níquel equivalente para uma exposição laboral de 8 horas diárias e 40 horas semanais.
O níquel tetracarbonilo (Ni(CO)4), gerado durante o processo de obtenção do metal, é um gás extremamente tóxico.
As pessoas sensíveis podem manifestar alergias ao níquel. A quantidade de níquel admissível em produtos que podem entrar em contato com a pele está regulamentada na União Europeia. Apesar disso, a revista Nature publicou em 2002 um artigo em que os pesquisadores afirmaram haver encontrado em moedas de 1 e 2 euros níveis superiores aos permitidos.[carece de fontes?]

## Toxicologia
Intoxicações, mesmo leves, por níquel podem causar sintomas como dores, febre, insônia e náuseas.